# Mischotetrastichus borneichus
Mischotetrastichus borneichus är en stekelart som beskrevs av T.C. Narendran och Lambert 2006. Mischotetrastichus borneichus ingår i släktet Mischotetrastichus och familjen finglanssteklar. Inga underarter finns listade i Catalogue of Life.